# Список призерів Олімпійських ігор з легкої атлетики (колишні дисципліни, чоловіки)
Цей список включає призерів Олімпійських ігор з легкої атлетики в чоловічих дисциплінах, які на сьогодні не входять до олімпійської програми легкоатлетичних замагонь, за всі роки їх проведення.

## Бігові дисципліни

### 60 метрів
| Ігри           | Золото                | Срібло                 | Бронза                 |
| -------------- | --------------------- | ---------------------- | ---------------------- |
| 1900 Париж     | Елвін Кренцлейн · США | Волтер Тьюксбері · США | Стен Роулі · Австралія |
| 1904 Сент-Луїс | Арчі Ган · США        | Вільям Хогенсон · США  | Фей Маултон · США      |

### 5 миль
| Ігри        | Золото                       | Срібло                        | Бронза                 |
| ----------- | ---------------------------- | ----------------------------- | ---------------------- |
| 1908 Лондон | Еміль Войт · Велика Британія | Едвард Овен · Велика Британія | Юхан Сванберг · Швеція |

### 200 метрів з бар'єрами
| Ігри           | Золото                | Срібло                 | Бронза                 |
| -------------- | --------------------- | ---------------------- | ---------------------- |
| 1900 Париж     | Елвін Кренцлейн · США | Норман Прічард · Індія | Волтер Тьюксбері · США |
| 1904 Сент-Луїс | Гаррі Гіллман · США   | Френк Каслмен · США    | Джордж Поедж · США     |

### 2500 метрів з перешкодами
| Ігри       | Золото                | Срібло                            | Бронза                 |
| ---------- | --------------------- | --------------------------------- | ---------------------- |
| 1900 Париж | Джордж Ортон · Канада | Сідней Робінсон · Велика Британія | Жан Шастаньє · Франція |

### 2590 метрів з перешкодами
| Ігри           | Золото                | Срібло                       | Бронза             |
| -------------- | --------------------- | ---------------------------- | ------------------ |
| 1904 Сент-Луїс | Джеймс Лайтбоді · США | Джон Дейлі · Велика Британія | Артур Ньютон · США |

### 3200 метрів з перешкодами
| Ігри        | Золото                          | Срібло                           | Бронза           |
| ----------- | ------------------------------- | -------------------------------- | ---------------- |
| 1908 Лондон | Артур Расселл · Велика Британія | Арчі Робертсон · Велика Британія | Джон Айзіл · США |

### 4000 метрів з перешкодами
| Ігри       | Золото                        | Срібло                           | Бронза                            |
| ---------- | ----------------------------- | -------------------------------- | --------------------------------- |
| 1900 Париж | Джон Ріммер · Велика Британія | Чарльз Беннетт · Велика Британія | Сідней Робінсон · Велика Британія |

### 200+200+400+800 метрів
| Ігри        | Золото                                                    | Срібло                                                      | Бронза                                                        |
| ----------- | --------------------------------------------------------- | ----------------------------------------------------------- | ------------------------------------------------------------- |
| 1908 Лондон | США Вільям Гамільтон Нейт Картмелл Джон Тейлор Мел Шепард | Німеччина Артур Гоффманн Ганс Айке Отто Трілофф Ганнс Браун | Угорщина Пал Шимон Фрідьєш Мезеф-Віснер Йожеф Надь Еден Бодор |

### 3000 метрів (командний)
| Ігри           | Золото                                                                               | Срібло | Бронза                                                                           |
| -------------- | ------------------------------------------------------------------------------------ | --- | -------------------------------------------------------------------------------- |
| 1912 Стокгольм | США Телл Берна Норман Табер Джордж Бонхаг Абель Ківіат Луїс Скотт                    | Швеція Торілд Олссон Ернст Віде Брор Фок Джон Сандер Нільс Фрюкберг                                         | Велика Британія Джо Коттрілл Джордж Гатсон Сіріл Портер Едвард Оуен Вільям Мур   |
| 1920 Антверпен | США Гел Браун Арлі Шардт Айван Дрессер                                               | Велика Британія Джо Блюїтт Альберт Гілл Вільям Сігроув                                                      | Швеція Ерік Бакман Свен Лундгрен Едвін Віде                                      |
| 1924 Париж     | Фінляндія Пааво Нурмі Вілле Рітола Еліас Кац Самелі Тала Фрей Лівендаль Ейно Сеппяля | Велика Британія Бертрам Мак-Дональд Герберт Джонстон Джордж Веббер Волтер Портер Артур Кларк Вільям Сігроув | США Едвард Кірбі Білл Кокс Віллард Тіббеттс Лео Ларріві Джої Рей Джеймс Конноллі |

### 3 милі (командний)
| Ігри        | Золото                                                                                  | Срібло                                                        | Бронза                                          |
| ----------- | --------------------------------------------------------------------------------------- | ------------------------------------------------------------- | ----------------------------------------------- |
| 1908 Лондон | Велика Британія Вільям Коулз Джозеф Дікін Артур Робертсон Гарольд Вілсон Норман Геллоус | США Джон Айзіл Джордж Бонхаг Герберт Труб Гейл Далл Гарві Кон | Франція Луї де Флерак Жозеф Дреєр Поль Лізандьє |

### 5000 метрів (командний)
| Ігри       | Золото | Срібло                                                                      | Бронза       |
| ---------- | --- | --------------------------------------------------------------------------- | ------------ |
| 1900 Париж | Змішана команда Чарльз Беннетт (GBR) Джон Ріммер (GBR) Сідней Робінсон (GBR) Альфред Тайсоу (GBR) Стен Роулі (AUS) | Франція Анрі Делож Жан Шастаньє Андре Кастане Мішель Шампудрі Гастон Рагено | не вручалась |

### 4 милі (командний)
| Ігри           | Золото                                                                     | Срібло | Бронза       |
| -------------- | -------------------------------------------------------------------------- | --- | ------------ |
| 1904 Сент-Луїс | США Артур Ньютон Джордж Андервуд Пол Пілгрім Говард Валентайн Девід Мансон | Змішана команда Джеймс Лайтбоді (USA) Вільям Вернер (USA) Лейсі Гірн (USA) Альберт Корі (USA) Сідні Гетч (USA) | не вручалась |

### Крос (індивідуальний)
| Ігри           | Золото                         | Срібло                   | Бронза                         |
| -------------- | ------------------------------ | ------------------------ | ------------------------------ |
| 1912 Стокгольм | Ганнес Колехмайнен · Фінляндія | Ялмар Андерссон · Швеція | Йон Еке · Швеція               |
| 1920 Антверпен | Пааво Нурмі · Фінляндія        | Ерік Бакман · Швеція     | Гейккі Лійматайнен · Фінляндія |
| 1924 Париж     | Пааво Нурмі · Фінляндія        | Вілле Рітола · Фінляндія | Ерл Джонсон · США              |

### Крос (командний)
| Ігри           | Золото                                                      | Срібло                                                     | Бронза                                                       |
| -------------- | ----------------------------------------------------------- | ---------------------------------------------------------- | ------------------------------------------------------------ |
| 1912 Стокгольм | Швеція Ялмар Андерссон Йон Еке Йозеф Тернстрем              | Фінляндія Ганнес Колехмайнен Ялмарі Ескола Альбін Стенроос | Велика Британія Фредерік Гіббінс Ернест Гловер Томас Гамфріс |
| 1920 Антверпен | Фінляндія Пааво Нурмі Гейккі Лійматайнен Теодор Коскенніємі | Велика Британія Джеймс Вілсон Антон Хегарті Альфред Ніколс | Швеція Ерік Бакман Густаф Маттссон Гільдінг Екман            |
| 1924 Париж     | Фінляндія Пааво Нурмі Вілле Рітола Гейккі Лійматайнен       | США Ерл Джонсон Артур Студенрот Огаст Фагер                | Франція Анрі Лово Гастон Уе Моріс Норлан                     |

## Спортивна ходьба

### Ходьба 3000 метрів
| Ігри           | Золото                 | Срібло                    | Бронза             |
| -------------- | ---------------------- | ------------------------- | ------------------ |
| 1920 Антверпен | Уго Фріджеріо · Італія | Джордж Паркер · Австралія | Річард Ремер · США |

### Ходьба 3500 метрів
| Ігри        | Золото                          | Срібло                        | Бронза                    |
| ----------- | ------------------------------- | ----------------------------- | ------------------------- |
| 1908 Лондон | Джордж Ларнер · Велика Британія | Ернест Вебб · Велика Британія | Гаррі Керр · Австралоазія |

### Ходьба 10000 метрів
| Ігри           | Золото                   | Срібло                          | Бронза                                             |
| -------------- | ------------------------ | ------------------------------- | -------------------------------------------------- |
| 1912 Стокгольм | Джордж Гулдінг · Канада  | Ернест Вебб · Велика Британія   | Фернандо Альтімані · Італія                        |
| 1920 Антверпен | Уго Фріджеріо · Італія   | Джозеф Пірмен · США             | Чарльз Ганн · Велика Британія                      |
| 1924 Париж     | Уго Фріджеріо · Італія   | Гордон Гудвін · Велика Британія | Сесіл Мак-Мастер · Південно-Африканська Республіка |
| 1948 Лондон    | Йон Мікаельссон · Швеція | Інгемар Юганссон · Швеція       | Фріц Шваб · Швейцарія                              |
| 1952 Гельсінкі | Йон Мікаельссон · Швеція | Фріц Шваб · Швейцарія           | Бруно Юнк · СРСР                                   |

### Ходьба 10 миль
| Ігри        | Золото                          | Срібло                        | Бронза                           |
| ----------- | ------------------------------- | ----------------------------- | -------------------------------- |
| 1908 Лондон | Джордж Ларнер · Велика Британія | Ернест Вебб · Велика Британія | Едвард Спенсер · Велика Британія |

### Ходьба 50 кілометрів
| Ігри                | Золото                               | Срібло                         | Бронза                                |
| ------------------- | ------------------------------------ | ------------------------------ | ------------------------------------- |
| 1932 Лос-Анджелес   | Томмі Грін · Велика Британія         | Яніс Даліньш · Латвія          | Уго Фріджеріо · Італія                |
| 1936 Берлін         | Гарольд Вітлок · Велика Британія     | Артур Телль Шваб · Швейцарія   | Адалбертс Бубенко · Латвія            |
| 1948 Лондон         | Йон Юнггрен · Швеція                 | Гастон Годель · Швейцарія      | Теббс Ллойд Джонсон · Велика Британія |
| 1952 Гельсінкі      | Джузеппе Дордоні · Італія            | Йозеф Долежал · Чехословаччина | Рока Анталь · Угорщина                |
| 1956 Мельбурн       | Норман Рід · Нова Зеландія           | Євген Маскінсков · СРСР        | Йон Юнггрен · Швеція                  |
| 1960 Рим            | Дон Томпсон · Велика Британія        | Йон Юнггрен · Швеція           | Абдон Памич · Італія                  |
| 1964 Токіо          | Абдон Памич · Італія                 | Пол Нігілл · Велика Британія   | Інгвар Петтерссон · Швеція            |
| 1968 Мехіко         | Крістоф Гене · НДР                   | Анталь Кішш · Угорщина         | Ларрі Янг · США                       |
| 1972 Мюнхен         | Бернд Канненберг · Західна Німеччина | Веніамін Солдатенко · СРСР     | Ларрі Янг · США                       |
| 1980 Москва         | Гартвіґ Ґаудер · НДР                 | Жорді Льопарт Рібас · Іспанія  | Євген Івченко · СРСР                  |
| 1984 Лос-Анджелес   | Рауль Гонсалес · Мексика             | Бо Густафссон · Швеція         | Сандро Беллуччі · Італія              |
| 1988 Сеул           | В'ячеслав Іваненко · СРСР            | Рональд Вайгель · НДР          | Гартвіґ Ґаудер · НДР                  |
| 1992 Барселона      | Андрій Перлов · Об'єднана команда    | Карлос Мерсенаріо · Мексика    | Рональд Вайгель · Німеччина           |
| 1996 Атланта        | Роберт Коженьовський · Польща        | Михайло Щенніков · Росія       | Валенті Массана · Іспанія             |
| 2000 Сідней         | Роберт Коженьовський · Польща        | Айгарс Фадєєвс · Латвія        | Хоель Санчес Герреро · Мексика        |
| 2004 Афіни          | Роберт Коженьовський · Польща        | Денис Нижегородов · Росія      | Олексій Воєводін · Росія              |
| 2008 Пекін          | Алекс Швацер · Італія                | Джеред Теллент · Австралія     | Денис Нижегородов · Росія             |
| 2012 Лондон         | Джеред Теллент · Австралія           | Си Тяньфен · Китай             | Роберт Геффернан · Ірландія           |
| 2016 Ріо-де-Жанейро | Матей Тот · Словаччина               | Джеред Теллент · Австралія     | Араї Хіроокі · Японія                 |
| 2021 Токіо          | Давід Томаля · Польща                | Йонатан Гільберт · Німеччина   | Еван Данфі · Канада                   |

### Стрибки у висоту з місця
| Ігри           | Золото            | Срібло                                             | Бронза                           |
| -------------- | ----------------- | -------------------------------------------------- | -------------------------------- |
| 1900 Париж     | Рей Юрі · США     | Ірвінг Бакстер · США                               | Льюїс Шелдон · США               |
| 1904 Сент-Луїс | Рей Юрі · США     | Джозеф Стадлер · США                               | Лоусон Робертсон · США           |
| 1908 Лондон    | Рей Юрі · США     | Джон Біллер · США Константінос Циклітірас · Греція | не вручалась                     |
| 1912 Стокгольм | Платт Адамс · США | Бенджамін Адамс · США                              | Константінос Циклітірас · Греція |

## Стрибки

### Стрибки у довжину з місця
| Ігри           | Золото                           | Срібло                           | Бронза                |
| -------------- | -------------------------------- | -------------------------------- | --------------------- |
| 1900 Париж     | Рей Юрі · США                    | Ірвінг Бакстер · США             | Еміль Торшбеф · США   |
| 1904 Сент-Луїс | Рей Юрі · США                    | Чарльз Кінг · США                | Джон Біллер · США     |
| 1908 Лондон    | Рей Юрі · США                    | Константінос Циклітірас · Греція | Мартін Шерідан · США  |
| 1912 Стокгольм | Константінос Циклітірас · Греція | Платт Адамс · США                | Бенджамін Адамс · США |

### Потрійний стрибок з місця
| Ігри           | Золото        | Срібло               | Бронза               |
| -------------- | ------------- | -------------------- | -------------------- |
| 1900 Париж     | Рей Юрі · США | Ірвінг Бакстер · США | Роберт Гаррет · США  |
| 1904 Сент-Луїс | Рей Юрі · США | Чарльз Кінг · США    | Джозеф Стадлер · США |

## Метання

### Штовхання ядра (сума двох рук)
| Ігри           | Золото           | Срібло                   | Бронза                       |
| -------------- | ---------------- | ------------------------ | ---------------------------- |
| 1912 Стокгольм | Ральф Роуз · США | Патрік Мак-Дональд · США | Ельмер Нікландер · Фінляндія |

### Метання диска (античне)
| Ігри        | Золото               | Срібло          | Бронза                     |
| ----------- | -------------------- | --------------- | -------------------------- |
| 1908 Лондон | Мартін Шерідан · США | Білл Горр · США | Вернер Ярвінен · Фінляндія |

### Метання диска (сума двох рук)
| Ігри           | Золото                    | Срібло                       | Бронза                  |
| -------------- | ------------------------- | ---------------------------- | ----------------------- |
| 1912 Стокгольм | Армас Тайпале · Фінляндія | Ельмер Нікландер · Фінляндія | Еміл Магнуссон · Швеція |

### Метання ваги
| Ігри           | Золото                  | Срібло              | Бронза               |
| -------------- | ----------------------- | ------------------- | -------------------- |
| 1904 Сент-Луїс | Етьєн Демарто · Канада  | Джон Фленаган · США | Джеймс Мітчелл · США |
| 1920 Антверпен | Патрік Макдональд · США | Патрік Раян · США   | Карл Лінд · Швеція   |

### Метання списа (довільне)
| Ігри        | Золото                | Срібло                   | Бронза                 |
| ----------- | --------------------- | ------------------------ | ---------------------- |
| 1908 Лондон | Ерік Леммінг · Швеція | Міхаліс Дорізас · Греція | Арне Гальсе · Норвегія |

### Метання списа (сума двох рук)
| Ігри           | Золото                     | Срібло                       | Бронза                    |
| -------------- | -------------------------- | ---------------------------- | ------------------------- |
| 1912 Стокгольм | Юліус Саарісто · Фінляндія | Вяйне Сійканіємі · Фінляндія | Урхо Пелтонен · Фінляндія |

## Багатоборство

### Триборство
| Ігри           | Золото             | Срібло          | Бронза            |
| -------------- | ------------------ | --------------- | ----------------- |
| 1904 Сент-Луїс | Макс Еммеріх · США | Джон Гріб · США | Вільям Мерц · США |

### П'ятиборство
| Ігри           | Золото                                   | Срібло                   | Бронза                    |
| -------------- | ---------------------------------------- | ------------------------ | ------------------------- |
| 1912 Стокгольм | Фердінанд Б'є · Норвегія Джим Торп · США | Джеймс Донаг'ю · США     | Френк Люкман · Канада     |
| 1920 Антверпен | Ееро Лехтонен · Фінляндія                | Еверетт Бредлі · США     | Хуго Лахтінен · Фінляндія |
| 1924 Париж     | Ееро Лехтонен · Фінляндія                | Елемер Шомфаї · Угорщина | Роберт Леджендр · США     |